# Георг (король Саксонии)
Гео́рг (нем. Georg von Sachsen, полное имя Фридрих Август Георг Людвиг Вильгельм Максимилиан Карл Мария Непомук Баптист Ксавер Кириак Романус Саксонский (нем. Friedrich August Georg Ludwig Wilhelm Maximilian Karl Maria Nepomuk Baptist Xaver Cyriacus Romanus von Sachsen; 8 августа 1832, Дрезден, Германский союз — 15 октября 1904, Пильниц) — король Саксонии с 19 июня 1902 года. Прусский (4 июля 1888 года) и саксонский генерал-фельдмаршал (15 июня 1888 года). Из династии Веттинов.

## Биография
Родился 8 августа 1832 года в замке Пильниц. Он был третьим ребенком принца Иоганна Саксонского и его жены принцессы Амалии Баварской.
Участник Франко-прусской войны 1870—1871 годов. Наследный принц (кронпринц) Саксонии с 29 октября 1873 года по 19 июня 1902 года.
Лишь в возрасте почти 70 лет Георг унаследовал королевский трон после смерти своего брата, короля Альберта. Правление Георга длилось всего два года. Был предпоследним саксонским генерал-фельдмаршалом.
Похоронен в усыпальнице саксонских монархов в Придворной церкви Дрездена.

## Семья
В 1859 году в Лиссабоне женился на португальской принцессе Марии Анне (1843—1884), дочери королевы Марии II. От этого брака родилось восемь детей, но две старшие дочери умерли в младенчестве.
- Мария Иоанна (1860—1861)
- Елизавета Альбертина (1862—1863)
- Матильда (1863—1933), рассматривалась в жёны кронпринцу Рудольфу и эрцгерцогу Францу Фердинанду, но осталась незамужней;
- Фридрих Август III (1865—1932), последний король Саксонии
- Мария Йозефа (1867—1944), жена эрцгерцога Отто и мать последнего императора Австрии Карла I;
- Иоганн Георг (1869—1938), женат на Марии Изабелле Вюртембергской (1871—1904), затем на Марии Иммакулате Бурбон-Сицилийской (1874—1947)
- Максимилиан (1870—1951), католический священник;
- Альберт (1875—1900), погиб в результате дорожного происшествия.

## Воинские звания
- 08.03.1846 второй лейтенант
- 23.08.1849 первый лейтенант
- 29.04.1852 капитан
- 29.09.1853 майор
- 12.04.1857 подполковник
- 03.03.1858 полковник
- 30.10.1861 генерал-майор
- 14.11.1866 генерал-лейтенант
- 06.07.1871 генерал пехоты
- 15.06.1888 саксонский генерал-фельдмаршал
- 04.07.1888 прусский генерал-фельдмаршал